# Амвросий Константинидис
Амвросий (на гръцки: Αμβρόσιος, Амвросиос) е гръцки духовник, митрополит на Цариградската патриаршия.

## Биография
Роден е в цариградския квартал Вафиохори със светското име Константинидис (Κωνσταντινίδης). По-малък брат е на митрополит Никодим Кизически. Учи в Семинарията на Светия Кръст в Йерусалим и в Халкинската семинария, която завършва в1864 година. Служи като проповедник в Пера, Цариград, а след това е директор на гръцкото училище във Варна. В 1868 година брат му го взима да служи в Кизическата митрополия.
На 8 декември 1868 година е ръкоположен за титулярен лампсакски епископ, викарий на кизическия митрополит. Ръкополагането е извършено от митрополит Никодим Кизически в съслужение с митрополитите Софроний Берски, Агатангел Драмски, Мелетий Филаделфийски, Никодим Воденски.
На 28 декември 1871 година е избран за сисанийски митрополит в Сятища. В 1876 година пише оплакване от отношението на османските власти към паството му до Йоаким Солунски с молба да го препредаде на солунския валия. Проявява интерес към религиозните, образователните и националните въпроси на епархията си.
От Сятища на 24 август 1877 година е преместен в Хиоска епархия, а оттам през август 1881 година става пръв никополски и превезки митрополит.
Умира на 4 юни 1885 година от дизентерия на Левкада, където се лекува.
Името му носи улица в Сятища.